# Ice Cream for Crow
Ice Cream for Crow je dvanácté studiové album Captaina Beefhearta a skupiny Magic Band, které vyšlo v září 1982. Je to poslední, kde Don Van Vliet použil jméno Captain Beefheart. Po vydání alba se věnoval kariéře jako malíř.

## Seznam skladeb
Všechny skladby napsal Don Van Vliet.
1. "Ice Cream for Crow" – 4:35
2. "The Host the Ghost the Most Holy-O" – 2:25
3. "Semi-Multicoloured Caucasian" – 4:20
4. "Hey Garland, I Dig Your Tweed Coat" – 3:13
5. "Evening Bell" – 2:00
6. "Cardboard Cutout Sundown" – 2:38
7. "The Past Sure Is Tense" – 3:21
8. "Ink Mathematics" – 1:40
9. "The Witch Doctor Life" – 2:38
10. "'81' Poop Hatch" – 2:39
11. "The Thousandth and Tenth Day of the Human Totem Pole" – 5:42
12. "Skeleton Makes Good" – 2:18
13. "Light Reflected Off The Oceans Of The Moon" - 4:47 [Bonus Track]